# أوكتوريس أوكتو موراليس
أوكتوريس أوكتو موراليس (Auctores octo morales) (ثمانية مؤلفات أدبية) هي مجموعة من الكتب الدراسية اللاتينية الخاصة بالمرحلة الابتدائية التي كانت تستخدم لتربية الأولاد في العصور الوسطى في أوروبا. وظلت تطبع هذه المؤلفات عدة مرات منذ نهاية القرن الخامس عشر. وفي ذلك الوقت اشتهرت بالأسماء التالية:
1. دوبيتات كاتو
2. قصيدة ثيودولاس
3. Facetus: Liber Faceti docens mores iuvenum
4. De contemptu mundi[1]
5. كتاب الزهرة الصغيرة (Liber Floretus) [2]
6. ماثيو من فيندوم، توبياس
7. آلان من ليلي، Doctrinale altum parabolarum
8. إيسوب، رواية منسوبة إلى أنجليكوس جوالتيروس (Gualterus Anglicus) (نص عبر الإنترنت).[3]

## وصلات خارجية
- Catalogue entry for Auctores Octo cum Commentario of 1494